# Ягодний (Бійський район)
Я́годний (рос. Ягодный) — селище у складі Бійського району Алтайського краю, Росія. Входить до складу Первомайської сільської ради.

## Населення
Населення — 161 особа (2010; 160 у 2002).
Національний склад (станом на 2002 рік):
- росіяни — 91 %